# Gobba di Rollin
La Gobba di Rollin (pron. fr. AFI: [ʁɔlɛ̃] - in francese, Dos de Rollin o Bosse de Rollin) (3.899 m s.l.m.) è una montagna delle Alpi del Monte Rosa nelle Alpi Pennine, posta lungo la linea di frontiera tra l'Italia e la Svizzera.

## Toponimo
È curioso notare che il toponimo originario in lingua francese fa riferimento alla schiena (fr. dos). La versione con bosse (= gobba) è comunque attestata.

## Caratteristiche

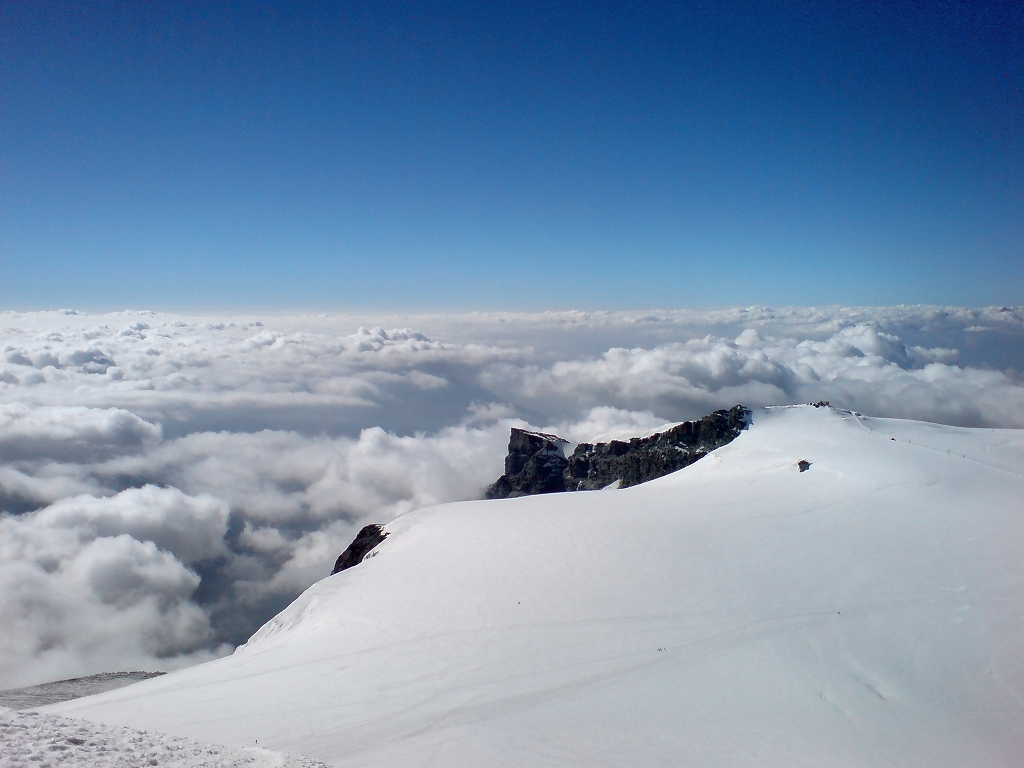
La Gobba di Rollin vista dal Monte Breithorn.

La montagna contorna a sudest il Plateau Rosa e la vetta è raggiunta dagli impianti di risalita per lo sci estivo.

## Salita alla vetta
La vetta può essere facilmente raggiunta partendo dal Rifugio Guide del Cervino.